# Leptomastidea abnormis
Leptomastidea abnormis és un himenòpter apòcrit de la família Encyrtidae. Actualment presenta una distribució subcosmopolita.
És natiu del Brasil i es va introduir en Califòrnia, des d'on va arribar a l'Estat Espanyol en 1948 dins d'un programa de control biològic clàssic, però la seua incapacitat per a passar l'hivern mediterrani fa que calga fer alliberaments massius a la primavera.

## Descripció
És una vespa de color marró. El cos de l'adult mesura al voltant de 0,75 mm de llargària, amb antenes llargues i filiformes. El tòrax és dorsalment groguenc, amb el mesonotum tacat de bru, el propodeum bru fosc i els costats del tòrax amplament blanquinosos. El gàster blanquinós a la meitat basal i bru fosc a la meitat apical. Les potes són blanquinoses, amb coxa mitjana i posterior brunes, i marges superiors dels fèmurs foscos. Les ales presenten bandes transversals de color negrós. Es caracteritza també per presentar un cap gran uniformement acolorit de color groc clar, a excepció de les mandíbules i els ocels, que són de color roig robí i uns ulls compostos grans groguencs, amb tornassols verdosos. El tòrax és groc amb nombroses setes gruixudes quasi blanques. Les femelles tenen una banda brillant groga de banda a banda de l'abdomen. Aquesta espècie és fàcilment distingible d'altres paràsits per la seua aparença cridanera, que deriva del seu costum de posar-se i alçar les seues ales cap amunt. Els mascles són similars a les femelles però més menuts i tenen les antenes piloses.

## Biologia
És un endoparasitoide cenobiont solitari, només es desenvolupa una larva a l'interior de l'hoste. La reproducció és sexual. Així els ous fecundats donaran lloc a femelles mentre que els no fecundats donaran lloc a mascles. Les femelles arriben a pondre fins a 18 ous per dia, però arriba fins als 200-300 ous al llarg de la seua vida (30 dies a 22 °C). Normalment prefereixen per pondre l'ou en el segon o tercer estadi nimfal, o en les femelles joves de l'hoste, evitant les femelles gràvides, sent els seus ous dipositats lliures en l'hemolimfa. L'oviposició comença quasi tan prompte com l'insecte ha acabat el seu desenvolupament. La temperatura llindar de desenvolupament es va calcular en 10,3r. C, i necessiten 375 grau dia per al seu total desenvolupament.
El cicle sencer de desenvolupament dura al voltant de 3 setmanes, i un adult sol viure unes 4-5 setmanes. Els cotonets parasitats per aquest encírtid es converteixen en pupes de color groc ataronjat, que sovint són difícils de trobar a causa de la seua mida reduïda (menys d'1 mm). Les pupes tenen un xicotet forat d'eixida pel qual han sorgit els imagos.
Encara que s'ha trobat sobre uns altres pseudocòccids (Pseudococcus cryptus, Pseudococcus longispinus, Ferrisia virgata i Maconellicoccus hirsutus) es considera específic del cotonet (Planococcus citri).

## Mesures agronòmiques
Entre els enemics naturals més importants del cotonet es troben els himenòpters encírtids L. abnormis i Anagyrus pseudococci. Tots dos són endoparasitoides. Les poblacions del primer són més importants a l'estiu, mentre que les del segon ho són a la primavera, sent capaços de parasitar els individus que es troben davall del calze en eixa època. Si bé aquests dos parasitoides realitzen un bon control biològic sobre P. citri, de vegades no és prou, i la població del fitòfag supera el llindar econòmic de danys.
Aquest endoparasitoide té relativament pocs requisits d'humitat i fotoperíode, encara que no pot tolerar el fred a la Mediterrània per això es recomana alliberar-lo a la primavera. Tanmateix no sol presentar problemes d'establiment als cultius. Ha de passar un període llarg de temps abans que els efectes sobre les poblacions de fitòfags siguen visibles. És sensible als plaguicides químics, per aquesta raó és recomanable no emprar aquests fitosanitaris si es decideix fer un control biològic amb aquest. Per a infestacions grans de cotonet es recomana una combinació amb l'escarabat depredador Cryptolaemus montrouzieri.
Un important enemic natural que controla al voltant del 90% del cotonet que infesta els guaiabers i cafè criats en hivernacle. A Egipte és el parasitoide fa minvar la població de caparreta rosada de l'hibisc (M. hirsutus) fins a un 21%.